# Łaziska Górne
Łaziska Górne (niem. Ober Lazisk, łac. Lazyska Superiori, czes. hist. Horní Laziska) – miasto w południowej Polsce, w województwie śląskim, w powiecie mikołowskim.
Według danych z grudnia 2022 r. miasto miało 19 940 mieszkańców.
W latach 1945–1950, będąc wsią, miejscowość należała i była siedzibą gminy Łaziska Górne.
24 czerwca 2024 r. został ogłoszony dekret Stolicy Apostolskiej podczas mszy na tzw. Wierzysku, ustawianający św. Jana Chrzciciela patronem miasta.

## Położenie
Łaziska Górne leżą w południowej części Wyżyny Katowickiej i na południowym krańcu Górnośląskiego Okręgu Przemysłowego.
Sąsiadują z miastami: Mikołów, Orzesze i gminą Wyry.
Łaziska leżą 18 kilometrów na południe od stolicy województwa – Katowic.
Pod koniec 2018 roku burmistrz Orzesza ogłosił konsultacje społeczne, które dotyczyły zmiany granic administracyjnych Gminy Orzesze z Gminą Łaziska Górne, przez odłączenie części obszaru, należącego do Gminy Orzesze i przyłączenie go do Gminy Łaziska Górne.

## Środowisko naturalne
Według danych z roku 2002 Łaziska Górne ma obszar 20,2 km², w tym: użytki rolne 41%, użytki leśne: 10%.
Według danych GUS-u z 1 stycznia 2013 r., obecnie  powierzchnia miasta wynosi  20,07 km².

## Dzielnice
W skład Łazisk Górnych wchodzą 4 dzielnice:
- Łaziska Średnie
- Łaziska Dolne
- Brada
- Kopanina

## Demografia
Dane z 31 grudnia 2012 r.:
| Opis                              | Ogółem | Ogółem | Kobiety | Kobiety | Mężczyźni | Mężczyźni |
| --------------------------------- | ------ | ------ | ------- | ------- | --------- | --------- |
| jednostka                         | osób   | %      | osób    | %       | osób      | %         |
| populacja                         | 22 467 | 100    | 11 586  | 51,6    | 10 881    | 48,4      |
| gęstość zaludnienia (mieszk./km²) | 1119   | 1119   | 577     | 577     | 542       | 542       |

Piramida wieku mieszkańców Łazisk Górnych w 2014 r.:

## Toponimia
Nazwa Łaziska nawiązuje do przeszłości tych terenów. W Polsce istnieje wiele miejscowości, które noszą nazwę Łazisk. Wywodzi się ona ze starych łazów, łysin, czyli terenów, na których wypalano lasy pod uprawę.
Pierwsza wzmianka o „villa Lasiszka” pochodzi z 1287 r., kiedy to właścicielem tych ziem był rycerz Borko (Bolko) z Łazisk.
W alfabetycznym spisie miejscowości na terenie prowincji śląskiej wydanym w 1830 r. we Wrocławiu przez Johanna Knie wieś występuje pod niemiecką nazwą Ober Lazisk.

## Historia

### Początki miejscowości
Pierwsza osada na tych terenach to obecna stara niemiecka dzielnica Łaziska Średnie, dopiero później powstały niemieckie Dolne, a najpóźniej na okolicznych wzgórzach zasiedlono obszar, który nazwano Łaziskami Górnymi. Łaziska Dolne były lokowane na prawie niemieckim Magdeburskim. O Łaziskach Dolnych wiadomo, że jako „Nowe Pole” były przekazane w formie darowizny dla kościoła św. Wojciecha w Mikołowie przez „Księcia Opolskiego i Pana na Raciborzu”.
W dokumencie sprzedaży dóbr pszczyńskich węgierskiemu szlachcicowi Aleksemu z rodu Turzonów wystawionym przez Kazimierza II cieszyńskiego w języku czeskim we Frysztacie w dniu 21 lutego 1517 r. wśród wymienionych 50 wsi komory pszczyńskiej wymieniono Lazyska Dolny i Lazyska Horny. Data ta jest uznawana za początek funkcjonowania pszczyńskiego państwa stanowego.
Łaziska Dolne i Górne były od początku własnością panów na Pszczynie – najpierw Piastów, a następnie innych rodów. Natomiast Łaziska Średnie były własnością rodzin szlacheckich do 1814 r., aby następnie przejść w ręce właścicieli stanowego państwa pszczyńskiego. W XVI w., w okresie reformacji większość mieszkańców przyjęła ewangelicyzm.
W 1806 r. otwarto w Łaziskach Górnych pierwszą szkołę, natomiast w Łaziskach Średnich w 1821 r.
Do XVIII w. ludność trudniła się rolnictwem, choć już w XVII w. powstała huta szkła (działała do następnego stulecia). Złoża węgla odkryto w 1779 r., być może już wtedy otwarto w Łaziskach Dolnych kopalnię Heinrichsglück – Szczęście Henryka (choć pojawia się też data 1839), a w 1779 r. w Łaziskach Średnich Treue Caroline. W 1823 r. Wyższy Urząd Górniczy w Brzegu wydzielił na terenie Łazisk obszar górniczy o powierzchni 4 520 tys. m² - w latach 1834 - 1858 funkcjonowało na tym terenie 12 kopalń. W II połowie XIX w. do wsi dotarła industrializacja - otwarto hutę oraz połączenia kolejowe (na liniach Mikołów-Orzesze oraz Tychy-Orzesze).
Słownik geograficzny Królestwa Polskiego wymieniał w 1884 r. 7 działających kopalni: Augustenfreude, Brade w Łaziskach Górnych, Martha-Valesca (Waleska), Herzogin-Auguste, Gottmituns, Trautscholtsegen i Bonaparte w Łaziskach Średnich oraz 1 nieczynną od 1845 r. – Heinrichsglück (Szczęście Henryka) w Łaziskach Dolnych. W Łaziskach Górnych istniało wówczas 119 budynków, w tym 104 domy i szkoła. W 1910 r. w gminie wiejskiej Łaziska Górne mieszkało 2268 osób, w obszarze dworskim (Gutsbezirk Ober Lazisk) 920 osób, w gminie Łaziska Średnie 1406 mieszkańców, a w obszarze dworskim (Gutsbezirk Mittel Lazisk) 373, natomiast w gminie Łaziska Dolne 1227 osób, a w obszarze dworskim (Gutsbezirk Nieder Lazisk) 6.

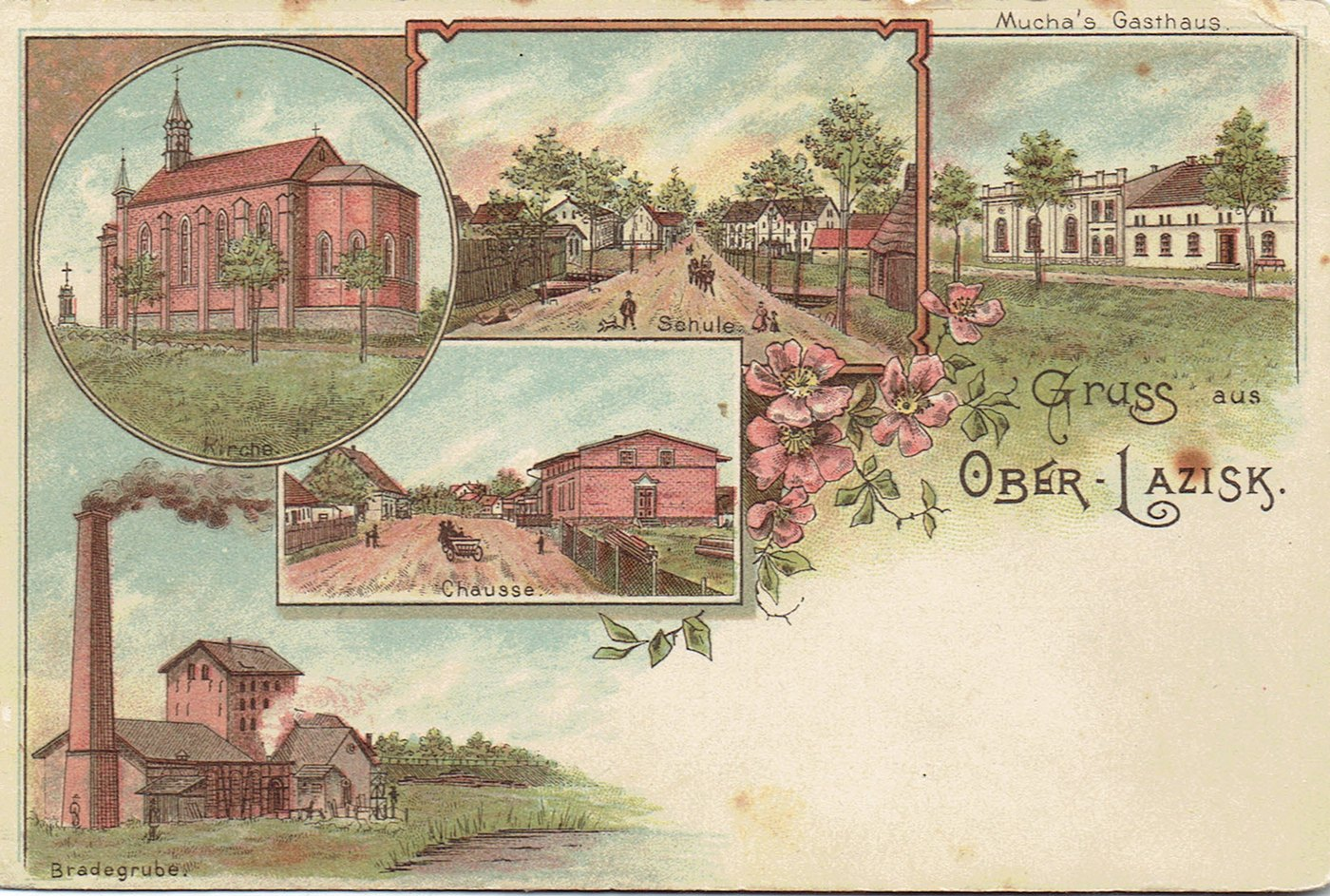
Pocztówka przedstawiająca miejscowość w 1913 roku

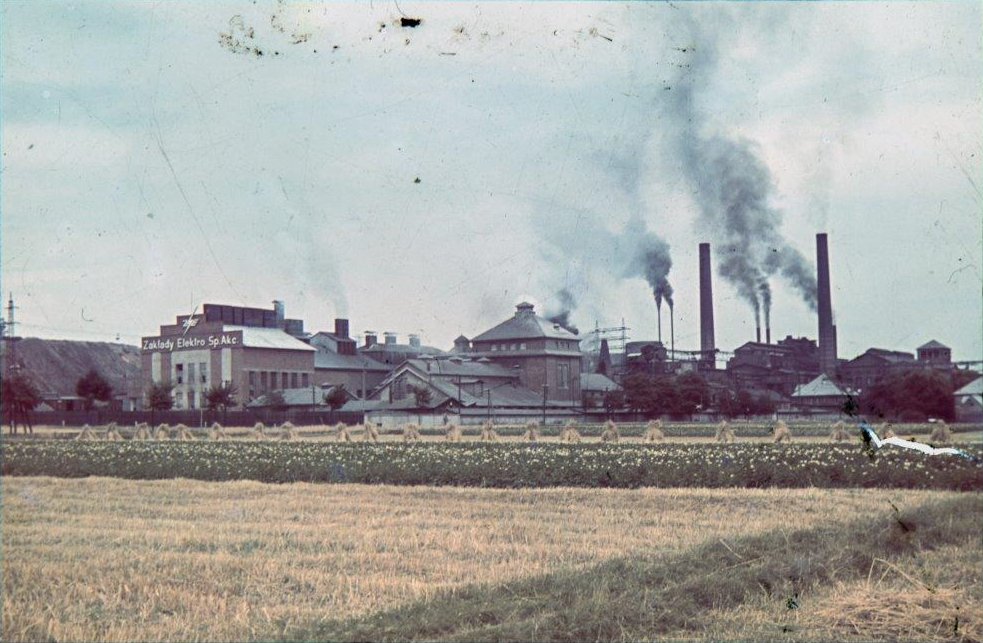
Elektrownia węglowa w Łaziskach Górnych w 1939. Była to największa polska elektrownia w latach 1927-1953.

W 1906 r. w Łaziskach Górnych powstał kościół (w wyniku rozbudowy dawnej kaplicy), a w 1908 r. utworzono osobną parafię (do tej pory należały one do parafii w Mikołowie). W 1896 r. rozpoczęła się elektryfikacja, w 1910 r. książę pszczyński założył fabrykę materiałów wybuchowych (dzisiejszy ERG), a w 1917 r. zaczęła pracę Elektrownia Łaziska (wówczas „Elektro”), wybudowana wraz z fabryką karbidu (również należące do Hochbergów) i zaczęły pracę pierwsze wodociągi.
W okresie prusko-niemieckim na przełomie XIX i XX w. życie w Łaziskach Górnych toczyło się przy Dorfstrasse (dzisiejszej ulicy Wiejskiej i Barlickiego) – znajdował się tam m.in. sklep kolonialny z produktami importowanymi oraz Kaufhaus z towarami spożywczymi. Wybudowano nową dzielnicę mieszkalną przy obecnej ulicy Św. Jana Pawła II - w nowych familokach zamieszkali sprowadzeni przez księcia pszczyńskiego górnicy wraz z rodzinami, w większości pochodzący z Dolnego Śląska. Okolice te określano jako Hundekolonie (Psia kolonia) – nazwę ta wymyślili miejscowi łaziszczanie, nie pałający sympatią do napływowych mieszkańców, a nawiązywała do trudnych czasów Wielkiej Wojny, kiedy to w czasie głodu nierzadko jedzono również psy.

### Okres powstań i międzywojenny

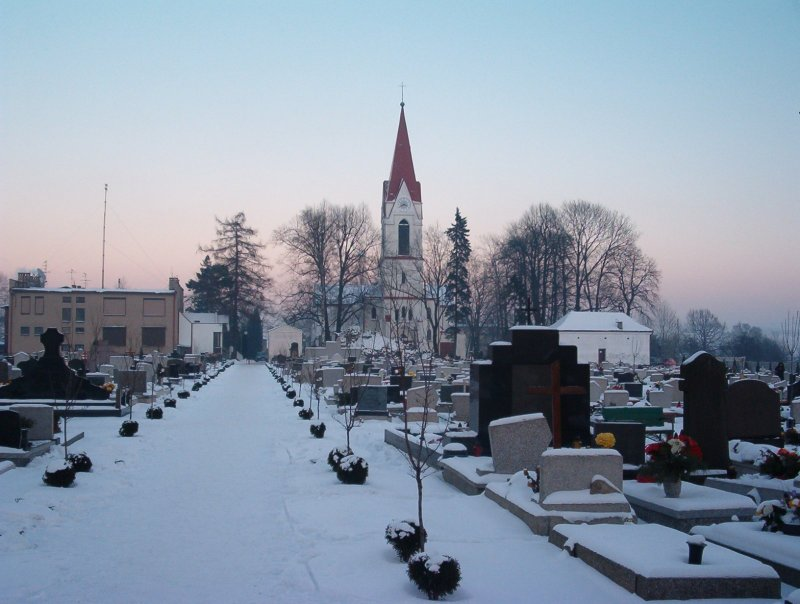
Łaziska Górne, cmentarz parafialny

Kiedy zakończyła się I wojna światowa niektórzy mieszkańcy Łazisk brali udział w powstaniach śląskich. W czasie I powstania zajęto dworzec kolejowy oraz kopalnie Gottmituns i część Trautscholtsegen, w których mieściły się biura okręgu policyjnego. W II powstaniu doszło do starcia z żołnierzami włoskimi, sprowadzonymi przez dyrekcję kopalni Prinzengrube, w której wybuchł strajk (powodem było niezrealizowanie żądania wydalenia kilkunastu wskazanych urzędników). Do spotkania z rozjemczym wojskiem włoskim doszło po raz kolejny w następnym roku - powstańcy nie pozwalali górnikom na zjazd pod ziemię i wówczas Włosi, wezwani z Orzesza, podjęli interwencję. W wyniku wymiany ognia zginęło trzech powstańców, ich grób znajduje się na cmentarzu parafialnym. Pomimo tego incydentu miejscowość pozostała w rękach powstańców do końca jego trwania. Podczas plebiscytu w marcu 1921 r. większość łaziszczan opowiedziała się za przyłączeniem do Polski – w Górnych 1165 do 212, w Średnich 580 do 166, a w Dolnych 659 do 59; w obszarach dworskich wyniki plebiscytu również były korzystne dla Polski - 433 do 87 (Łaziska Górne) i 269 do 171 (Łaziska Średnie). Jednak według pierwotnych planów podziału Górnego Śląska teren Łazisk Górnych miał zostać w Niemczech (tzw. Linia Percival - de Marinis; byłby to niewielki „cypel” terytorium poniżej granicy, którą projektowano na północ od miejscowości) z powodów ekonomicznych (kopalnie, huta i elektrownia). Ostatecznie, po III powstaniu śląskim, Rada Ambasadorów zatwierdziła inny plan podziału obszaru plebiscytowego i Łaziska Górne zostały przyłączone do Polski. Nadal pozostały ważnym ośrodkiem górniczym - mapa z okresu międzywojennego pokazuje na terenie dzisiejszego miasta sześć kopalń (część już nieczynnych) – Alina (?) Brada, Princen, Kamieraca (?), Waleska i Szczęście Henryka. Na niemieckiej mapie z 1943 na terenie dzisiejszych Łazisk Górnych zaznaczono te same kopalnie (poza pierwszą), tylko pod niemieckimi nazwami: Brade-grube, Prinzen-grube, Trautscholtsegen, Valeska i Heinrichsglück.
W 1922 roku wieś w powiecie Pszczyna znalazła się na terenie teraz należącym do Polski Górnego Śląska. Niejasności podczas plebiscytu odzwierciedliły się podczas wizyty Korfantego i jego syna w 1922 roku w Górnym Łazisku, kiedy to, zagrożeni przez miejscowych, musieli opuścić miejscowość w pośpiechu i pod groźbą przemocy. 
Lata 20. XX wieku charakteryzowały się częściowo gwałtownymi konfliktami dotyczącymi silnej, zakorzenionej w miejscowości niemieckiej mniejszości oraz polskiej administracji. Dochodziło do nacjonalistycznie motywowanych zamachów bombowych ze strony Polaków przeciwko miejscowej ludności sympatyzującej z Niemcami. Najbardziej znanym był zamach bombowy na ówczesną restaurację Mucha. Szkoła mniejszości niemieckiej funkcjonowała faktycznie z własnej inicjatywy miejscowej ludności sympatyzującej z Niemcami od 1924 roku. Górne Łaziska stało się przedmiotem polityki w Lidze Narodów, gdy Polska, wbrew przepisom, zamknęła szkołę mniejszości niemieckiej. Niemiecka ludność, a szczególnie jej system szkolnictwa, cierpiała z powodu szykan ze strony polskich władz, które nakazały jej nielegalne zamknięcie. Prasa szeroko informowała o braku ochrony dla ludności sympatyzującej z Niemcami przez miejscową polską policję podczas antyniemieckich akcji.
W 1927 r. zakończono budowę jednego z najbardziej charakterystycznych obiektów w ówczesnej gminie – ratusza (choć Łaziska nie posiadały jeszcze praw miejskich).
W latach 30. uruchomiono połączenie autobusowe z Katowicami przez Mikołów – w 1937 r. autobusy firmy Śląskie Linie Autobusowe, kursujące do 8 razy dziennie aż do Zakładów Elektro, przewiozły na tej trasie łącznie ponad 320 tysięcy osób.
W okresie międzywojennym miejscowość była bastionem wpływów Polskiej Partii Socjalistycznej.

### II wojna światowa
Podczas II wojny światowej Łaziska już 1 września zostały zajęte przez jednostki Wehrmachtu i Freikorpsu (granica z III Rzeszą biegła zaledwie kilkanaście kilometrów od wsi, a wśród atakujących mogli znajdować się też niemieccy mieszkańcy Łazisk), wkraczające od strony Orzesza. Nie obyło się bez rozlewu krwi. Zakładów „Elektro” bronili m.in. studenci odbywający tam praktyki (wszyscy zostali zabici w walce), kilku żołnierzy Wojska Polskiego zginęło przy zakładach chemicznych, kilku również w Łaziskach Średnich. W dzielnicy Brada spłonęło ponad 20 domów; ogień strawił także kościół w Łaziskach Górnych, na którego wieży polskie wojsko umieściło punkt obserwacyjny (według innych źródeł punkt ten mieścił się na wieży wodociągowej), salę katechetyczną, kościelne zabudowania gospodarcze oraz działający wówczas klasztor żeński. Polscy żołnierze bronili się też w schronach – umocnieniach Obszaru Warownego Śląsk w Łaziskach Dolnych i Średnich, ale szybko się z nich wycofali wobec przeważających sił wroga. Niemieckie samoloty zrzuciły także kilka bomb, zabijając m.in. jednego z robotników pracujących przy budowie nawierzchni dzisiejszej ulicy Mikołowskiej.
2 września Niemcy aresztowali wójta Łazisk Dolnych – dalsze jego losy są nieznane. Tego i w ciągu następnych dni oddziały Wehrmachtu i Freikorpsu rozstrzelali w Łaziskach kilkadziesiąt osób – w Górnych 20, w Średnich 17, a w Dolnych 11. Część z nich była dawnymi powstańcami śląskimi, innych aresztowano pod zarzutem posiadania broni i otwierania ognia do niemieckiego wojska. Niektórych byłych powstańców wydali ich sąsiedzi.
3 września 1939 roku kościół został poważnie uszkodzony przez niemiecką artylerię. Był to jedyny kościół na terenie Górnego Śląska, anektowanym przez Polskę w 1922 roku, który podczas walk został praktycznie całkowicie zniszczony. Odbudowa kościoła w Łaziskach Górnych przebiegała sprawnie, z dostawą dwóch wagonów dachówek z Aschaffendorfu w Turyngii wiosną 1942 roku oraz wykonaniem ławek i konfesjonałów przez mistrza stolarskiego Mendeckiego w tym samym roku. Środki finansowe diecezji wspierały odbudowę. Dodatkowo zakupiono rzeźbione stacje Drogi Krzyżowej i zaprojektowano ołtarz z czarnego granitu do prezbiterium, kompletny z trzymetrowym krzyżem z brązu i trzema witrażami mozaikowymi, wykonanymi przez firmę Meyer z Monachium. Postępy zostały jednak gwałtownie przerwane przez przybycie Armii Czerwonej w styczniu 1945 roku, gdy sowiecki czołg ostrzelał wierzchołek wieży kościelnej, powodując nowe, poważne zniszczenia.
Podczas wojny mieszkańcy walczyli i ginęli na frontach w mundurach armii zarówno niemieckiej, jak i alianckich. Władze niemieckie planowały zmienić niemiecką nazwę Łazisk Górnych z Ober Lazisk (kojarzyła się zbyt słowiańsko) na Prinzengrube, ale ostatecznie do tego nie doszło, choć na niemieckich mapach z okresu wojny zamiast nazwy Kopanina pojawia się Prinzenkolonie. Planowana była również nazwa Mittel Laziska na Mittelgruben, a Nieder Lazisk na Niedergruben.
W styczniu 1945 r. miejscowość została zdobyta przez Armię Czerwoną – pozostałością po działaniach wojennych są 4 zbiorowe mogiły niemieckich żołnierzy, w których pochowano kilkudziesięciu zabitych. Pierwszy radziecki czołg wjeżdżający do miasta ostrzelał wieżę kościelną, która runęła. Wojska radzieckie zniszczyły także bramę wjazdową na plac kościelny. Spaleniu uległ również ratusz.

### Polska Rzeczpospolita Ludowa i III Rzeczpospolita

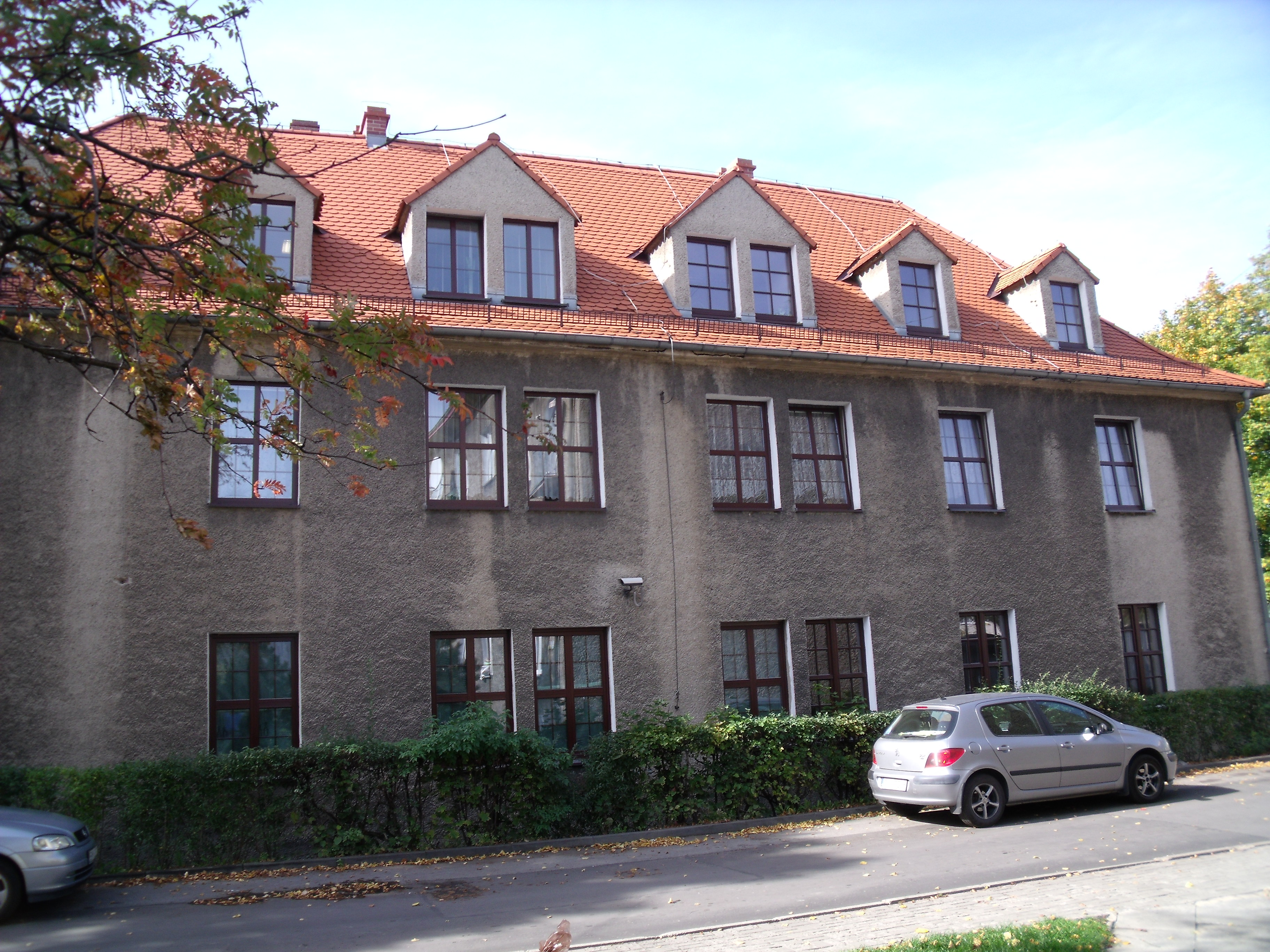
Budynek Biblioteki Miejskiej

Rządy nowej władzy ludowej, oprócz represji (zimą 1945 r. niektórych Łaziszczan wywieziono na Sybir), przyniosły prawa miejskie (1951 r.), status osiedla dla Łazisk Średnich (do których w 1945 r. wcielono Łaziska Dolne), a ostatecznie połączenie wszystkich łaziskich dzielnic w jeden organizm miejski (1973 r.). W okresie Polski Ludowej przyłączono też do miejscowości fragmenty gromady Mokre (w latach 50. stację kolejową wraz z osiedlem Ameryka, w latach 70. – kolejne niewielkie osiedle). Niestety, Łaziska, jako teren wysoce uprzemysłowiony, były przez kilkadziesiąt lat narażone na zagrożenia ekologiczne, płynące z miejscowych zakładów. Dopiero po 1989 r. powietrze zostało oczyszczone z zanieczyszczeń.
Okres PRL-u to także największe sukcesy najstarszego łaziskiego chóru – Echo (założony w 1913 r.). Reaktywowany po II wojnie światowej, wybudował własnym wysiłkiem budynek przeznaczony na występy i próby. W latach 40. i 50. był w ścisłej czołówce polskich chórów amatorskich – kilkukrotnie występował na przeglądach piosenki w Warszawie, a występy chóru transmitowało Polskie Radio. Chór istnieje do dziś i jest jednym z najstarszych na Śląsku.
Z kolei w 1948 r. otwarto pierwszą w miejscowości bibliotekę publiczną – mieściła się w ratuszu. Później przeniesiono ją do pomieszczeń w nowo wybudowanym okazałym Miejskim Domu Kultury (do tej pory jest największym w powiecie mikołowskim), a na początku lat 90. XX w. do dawnego budynku mieszkalnego – tzw. Schlafhausu.
Budynek ratusza, oprócz swej funkcji, okresowo mieścił wspomniany MDK, posterunek MO, a w latach 60. i 70. XX w. także łaźnię publiczną.

## Zabytki

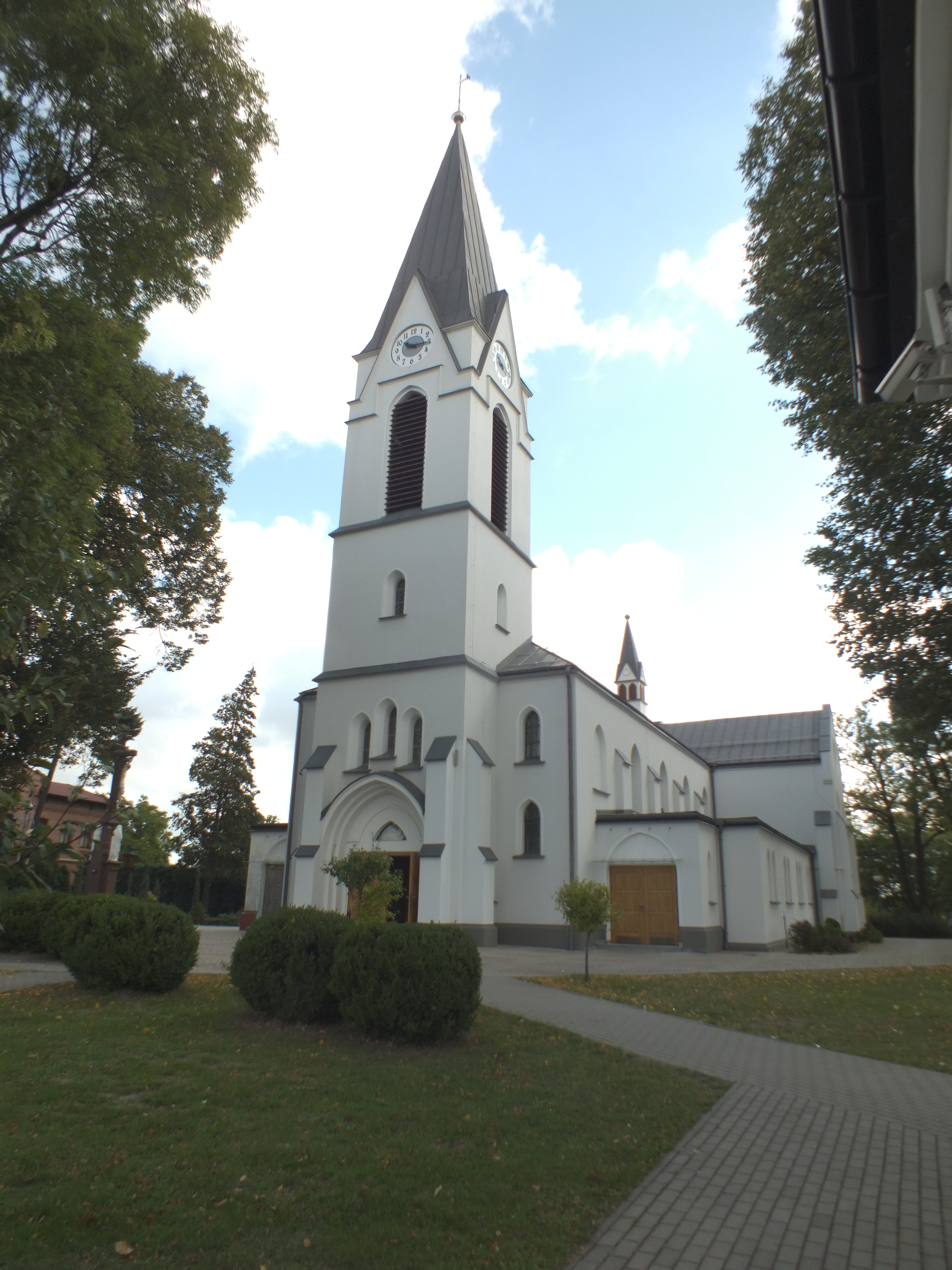
Neogotycki kościół Matki Bożej Królowej Różańca Świętego

Na terenie miasta znajduje się 8 obiektów wpisanych na listę zabytków (wszystkie, poza jednym, zostały na nią wpisane w 2005 r.):
- pozostałości parku przy ulicy Stefana Wyszyńskiego (wpisane na listę w 1981 r.),
- kościół Matki Bożej Królowej Różańca Świętego, wzniesiony na przełomie XIX i XX w. w stylu eklektycznym, z elementami neogotyckimi i neoromańskimi,
- plebania w Łaziskach Górnych, z lat 1902-1903, wybudowana według projektu Gregerackiego z Żor w stylu górnośląskiego domu robotniczego,
- ratusz z 1927 r., wybudowany w stylu funkcjonalistycznym,
- budynek szkoły podstawowej nr 1 z 1915 r., wybudowanej w stylu modernistycznym,
- Miejska i Powiatowa Biblioteka Publiczna z 1913, bez wyraźnych znak stylowych, dawny tzw. Schlafhaus,
- kościół Męczeństwa św. Jana Chrzciciela w Łaziskach Średnich z lat 1937-1940 w stylu modernistycznym, według projektu architekta Gambca,
- budynek gimnazjum nr 3 w Łaziskach Średnich z lat 1928–1930, wybudowanego w stylu funkcjonalistycznym według projektu inżyniera Krzyżanowskiego.

Najstarszym obiektem jest krzyż dziękczynny z 1738 r., ustawiony przez mistrza szklarskiego Szymona Mendeckiego z książęcej huty szkła w podzięce za jej ocalenie podczas wielkiego huraganu, który przeszedł w tym roku nad Łaziskami. Został odnowiony w 1834 r. po uszkodzeniach dokonanych przez poszukiwaczy skarbów. Krzyż stoi w dzielnicy Brada, na terenie prywatnym.
Inne wiekowe budynki to m.in.:
- w Łaziskach Górnych – osiedle robotnicze przy ulicy Św. Jana Pawła II, domy mieszkalne przy ulicy Dworcowej z początku XX w.,
- w Łaziskach Średnich – osiedle robotnicze przy ulicy Sikorskiego, Zakładowy Dom Kultury przy kopalni „Bolesław Śmiały” z początku XX w.,
- w Łaziskach Dolnych – wieża wodna z okresu międzywojennego, kapliczka na tzw. Wierzysku z początku XIX w., siedziba Ochotniczej Straży Pożarnej (dawna szkoła) z końca XIX w.

## Gospodarka
- przemysł energetyczny: Elektrownia „Łaziska” S.A.
- przemysł górniczy: Kopalnia Węgla Kamiennego Bolesław Śmiały
- przemysł hutniczy: Huta „Łaziska” S.A.
- przemysł chemiczny: Bekuplast S.A.
- przemysł komputerowy: Wilk Elektronik S.A., producent pamięci komputerowych Goodram
- przemysł maszynowy: PONAR Silesia S.A. producent elementów i układów hydraulicznych
- przemysł elektroenergetyczny: PPHU Martech Plus producent sprzętu dla górnictwa i energetyki oraz specjalistycznego oświetlenia

## Sport i rekreacja
- KS Polonia Łaziska Górne – klub piłkarski założony w 1927 roku, w sezonie 2009/2010 po raz pierwszy awansował do III ligi, w sezonie 2025/2026 występuje w IV lidze grupie śląskiej[45]
- KS Polonia Łaziska Górne – sekcja kręglarstwa klasycznego, drużyna mężczyzn występowała w superlidze, a kobiet w I lidze (najwyższe poziomy rozgrywek),obecnie mieszana drużyna występuje w lidze międzyokręgowej (II poziom rozgrywek)
- MOSiR Łaziska Górne (dawniej ŁKTS Piast Progmet) – klub tenisa stołowego, w sezonie 2020/2021 awansował do II ligi
- MOSiR Łaziska Górne – sekcja podnoszenia ciężarów, drużyna występowała przez wiele lat w II lidze
- Polonia MOSiR Łaziska Górne – sekcja siatkówki kobiet,drużyna w sezonie 2014/2015 awansowała do II ligi
- Polonia MOSiR Łaziska Górne – sekcja piłki ręcznej kobiet, drużyny młodzieżowe występują w rozgrywkach wojewódzkich
- MOSiR Łaziska Górne – sekcja lekkiej atletyki
- MOSiR Łaziska Górne – sekcja ju jitsu
- MOSiR Łaziska Górne- sekcja tenisa ziemnego
- KŻ Tornado Łaziska Górne – sekcja żeglarstwa
- Hammers Łaziska Górne – sekcja futbolu amerykańskiego
- MDK Bolko Łaziska Górne (dawniej KWK Bolesław Śmiały) – sekcja skata, drużyna występująca w I lidze czterokrotnie zdobyła mistrzostwo Polski
- Energetyk Łaziska Górne – sekcja skata, drużyna występowała w II lidze, obecnie w lidze okręgowej
- MDK Łaziska Górne – sekcja szachowa
- Łaziska Leaves Łaziska Górne – sekcja hokeja na lodzie, drużyna występuje w Małej Amatorskiej Lidze Hokeja

W 2009 r. otwarto w Łaziskach Górnych halę widowiskowo-sportową (należącą do Miejskiego Ośrodka Sportu i Rekreacji) o ogólnej kubaturze 85 tys. m², mieszczącą arenę główną (1,2 tys. m² z 410 miejscami na widowni), kręgielnię, siłownię, saunę oraz salę fitness. Jest to największy i najnowocześniejszy obiekt w powiecie mikołowskim.
W mieście znajduje się także druga hala sportowa, Stadion Miejski oraz Ośrodek Rekreacyjno-Sportowy „Żabka” z otwartymi basenami, kortami tenisowymi oraz boiskiem ze sztuczną nawierzchnią, a zimą działa na nim lodowisko.

### Kluby historyczne
W latach 1953–1977 w mieście działała drużyna hokeja na lodzie Elektro Łaziska Górne (początkowo jako „Ogniwo”, następnie „Sparta” Łaziska), który w latach 60. XX w. grał w II lidze – największym sukcesem było 4. miejsce w sezonie 1963/64 oraz mistrzostwo Śląska (ligi okręgowej katowickiej) w sezonie 1967/68. Swoje mecze rozgrywała na nieistniejącym już lodowisku przy ulicy F. Chopina – obiekt mógł pomieścić niecałe 5 tys. widzów.

## Transport
Przez Łaziska Górne biegnie dwupasmowa droga krajowa nr 81 (popularna Wiślanka) z Katowic do Skoczowa.
Połączenie ze stolicą województwa zapewniają także pociągi kursujące na linii kolejowej nr 140 (Katowice-Nędza). Zatrzymują się one na dwóch przystankach kolejowych: Łaziska Górne oraz Łaziska Górne Brada. Na żadnym z nich nie ma już czynnego dworca kolejowego.
W południowej części miasta funkcjonuje jeszcze linia kolejowa nr 169 Tychy-Orzesze Jaśkowice, z dwoma dawnymi przystankami: Łaziska Średnie i Łaziska Kopanina oraz ładownią kolejową Łaziska Huta. W latach 90. XX wieku trasę zamknięto dla ruchu pasażerskiego i obecnie kursują po niej tylko składy towarowe. Od 15.06.2025 r. przywrócono połączenia kolejowe przez LK169. Jest to linia S74 obsługiwana przez Koleje Śląskie.
Autobusowy transport miejski zapewnia ZTM. Od 4 stycznia 2016 r. w Łaziskach Górnych zaczęły funkcjonować trzy bezpłatne linie miejskie, kursujące w granicach administracyjnych gminy oraz do granicznych terenów Orzesza i Mikołowa.

## Administracja
Łaziska Górne są gminą miejską. Mieszkańcy wybierają do Rady Miejskiej w Łaziskach Górnych 15 radnych.
Liczba mandatów dla poszczególnych komitetów przedstawia się następująco: 
- 13 mandatów - Komitet Wyborczy Wyborców Forum Samorządowe Powiatu Mikołowskiego
- 2 mandaty - Komitet Wyborczy Wyborców Nasze Łaziska

Mandaty radnych otrzymali:
- Krystian Czardybon - okręg 1
- Michał Słowioczek - okręg 2
- Edmund Pucher - okręg 3
- Grzegorz Pieter - okręg 4
- Grzegorz Nowok - okręg 5
- Bożena Knieżyk - okręg 6
- Małgorzata Szuła - okręg 7
- Jolanta Ucka - okręg 8
- Tadeusz Król - okręg 9
- Adam Chwieralski - okręg 10
- Mateusz Eichner - okręg 11
- Grzegorz Musioł - okręg 12
- Mikołaj Halski - okręg 13
- Arkadiusz Skowron - okręg 14
- Józef Kaleta - okręg 15[50]

Organem wykonawczym samorządu jest burmistrz miasta, którym obecnie jest Aleksander Wyra, który w wyborach samorządowych w 2024 roku, został wybrany w pierwszej turze głosowania z przewagą 83,47% (6 457 głosów). Jego przeciwnikiem był Sebstian Reinhold Handÿ-FIscher który uzyskał 16,53% (1279 głosów).

## Edukacja

### Przedszkola
- Przedszkole nr 2 Integracyjne
- Przedszkole nr 3 im. Przyjaciół Przyrody
- Przedszkole nr 4 im. Krainy Uśmiechu
- Przedszkole nr 5 im. Przyjaciół Bohaterów Bajek
- Przedszkole nr 6 im. Pod Topolą
- Przedszkole nr 7
- Przedszkole Niepubliczne Królestwo Maciusia

### Szkoły podstawowe
- Szkoła Podstawowa nr 1 im. Księdza Prałata Konrada Szwedy
- Szkoła Podstawowa nr 2 w Zespole Szkół im. Piastów Śląskich w tym zerówka
- Szkoła Podstawowa nr 3 im. Mikołaja Kopernika (przed reformą szkolnictwa im. Stefana Żeromskiego, po reformie jako Gimnazjum nr 1 im. Mikołaja Kopernika).
- Szkoła Podstawowa nr 4 im. Przyjaciół Ziemi (Przed reformą szkolnictwa Gimnazjum nr 3 im Przyjaciół Ziemi).
- Szkoła Podstawowa nr 5 im. Powstańców Śląskich
- Szkoła Podstawowa nr 6 z Oddziałami Integracyjnymi im. Jana Pawła II

### Gimnazja (do 2019 roku)
- Gimnazjum nr 1 im. Mikołaja Kopernika

- Gimnazjum nr 2 im. Piastów Śląskich

### Szkoły ponadpodstawowe
- Zespół Szkół Energetycznych i Usługowych
- Liceum profilowane w ZS im. Piastów śląskich (nieistniejące od 2013 roku)

## Wspólnoty wyznaniowe

### Kościół katolicki
Trzy parafie:
- parafia Niepokalanego Serca Najświętszej Maryi Panny
- parafia Matki Bożej Królowej Różańca Świętego
- parafia Męczeństwa Św. Jana Chrzciciela

### Świadkowie Jehowy
Jeden zbór:
- Sala Królestwa przy ulicy Wieżowej 28 (Łaziska Dolne)